# Комунітаризм
Комунітаризм, ком'юнітаризм (від лат. communitas — спільнота, громада, община) — напрям соціальної філософії та політичної ідеології. Виник у США в 1980 як критична реакція на філософію Джона Роулза, а саме його книгу «Теорія справедливості» (1971). Пізніше в західноєвпрейській філософії було помічено, що розвиток ідей комунітаризму цілком лежить в руслі традиції, що йде від Фердинанда Тьонніса.
З боку суспільних реалій розвиток комунітаризму сприяв занепаду системи «світового соціалізму» та його ідеології — марксизму.

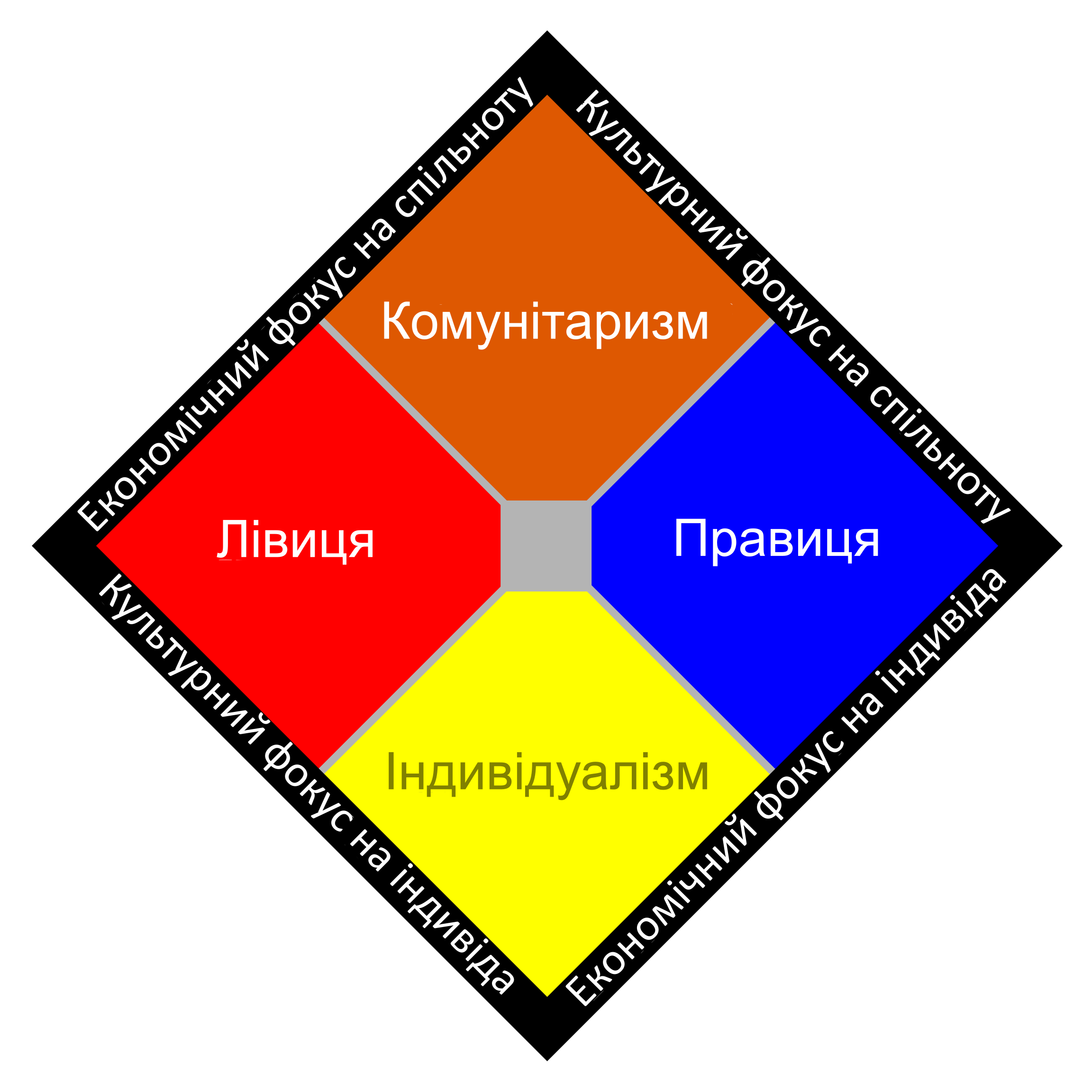
Політичний спектр

Комунітаристи критикують індивідуалістичну ліберальну антропологію, яка не враховує того, що соціальна спільнота є умовою і запорукою реалізації соціальної свободи, критикують соціалістів за те, що вони вірять у спроможність держави захистити комунітарну соціальність від розпаду. Ідеал комунітаристів — асоціативна мікроспільнота общинного типу, яку держава не повинна ні опікувати, ні контролювати, яка існує як самодостатня спільнота індивідів (не просто сума індивідів), комунітарна солідарність як добровільний колективізм. Комунітаристів критикують за їхню «утопічну антропологію»[хто?].